# Harry Johnson-Holmes
Pour les articles homonymes, voir Johnson et Holmes.
Pas d'image ? Cliquez ici

a Compétitions nationales et continentales officielles uniquement.

b Matchs officiels uniquement.
Dernière mise à jour le 28 février 2025.
Harry Johnson-Holmes, est né le 2 mars 1997 en à Cowra (Australie). C'est un joueur de rugby à XV international australien évoluant au poste de pilier. Il joue avec la franchise des Western Force en Super Rugby depuis 2025.

## Carrière

### En club
Harry Johnson-Holmes commence à jouer au rugby dans sa ville natale, avec le club des Cowra Eagles. Il déménage ensuite à Newcastle lorsqu'il est âgé de 10 ans, et poursuit sa formation avec les Newcastle Wanderers,. Il termine ensuite sa formation avec le club de Sydney University, tout en jouant avec les équipes jeunes de la franchise des Waratahs,.
Il fait ses débuts en senior avec Sydney University en 2017, et dispute le Shute Shield. Plus tard la même année, il est retenu avec l'équipe professionnelle des NSW Country Eagles pour disputer le NRC. Il dispute sept rencontres, dont une titularisation lors de cette première saison.
Peu après ses débuts professionnels, il obtient un contrat professionnel de trois ans avec Waratahs, à partir de la saison 2018 de Super Rugby. Il fait ses débuts en Super Rugby le 24 février 2018 contre les Stormers, en tant que remplaçant. Il joue un total de dix-sept match lors de sa première saisons, tous comme remplaçant, en tant que doublure au poste de pilier gauche du Wallaby Tom Robertson,.
La saison suivante, il profite de l'absence sur blessure de Robertson pour s'imposer comme le titulaire au poste de pilier gauche. Il dispute seize rencontres, dont douze titularisations.
En 2020, le départ de Sekope Kepu en Angleterre entraîne son replacement au poste de pilier droit, où il conserve une place de titulaire,.
Il quitte les Waratahs à la fin de la saison 2024, et s'engage avec la Western Force à partir de la saison 2025 de Super Rugby.

### En équipe nationale
Harry Johnson-Holmes est retenu avec l'équipe d'Australie des moins de 20 ans pour disputer le championnat du monde junior en 2017. Il dispute cinq matchs lors de la compétition, et inscrit un essai.
Il est sélectionné pour la première fois avec les Wallabies en juillet 2019 par le sélectionneur Michael Cheika, dans le cadre du Rugby Championship. Il obtient sa première cape internationale le 20 juillet 2019 à l'occasion d'un match contre l'équipe d'Afrique du Sud à Johannesbourg,.

## Palmarès

### En club
- Vainqueur du Shute Shield en 2018 et 2019 avec Sydney University.

## Statistiques
Au 25 juin 2024, Harry Johnson-Holmes compte 1 cape en équipe d'Australie, dont aucune en tant que titulaire, depuis le 20 juillet 2019 contre l'équipe d'Afrique du Sud à Johannesbourg. Il n'a inscrit aucun point.
Il participe à une édition du Rugby Championship, en 2019. Il dispute une rencontre dans cette compétition.